# Rio Madre Vieja
Rio Madre Vieja é um rio centro-americano da Guatemala.